# سيرافيما ساخانوفيتش
سيرافيما «سيما» أندرييفنا ساخانوفيتش (بالروسية: Серафима Андреевна Саханович ؛ من مواليد 9 فبراير 2000) متزلجة روسية فازت بستة ميداليات في سلسلة منافسات الاتحاد الدولي للتزلج، بما في ذلك الميدالية الذهبية في كأس وارسو للعام 2017 و كأس سي إس تالين 2018. في وقت سابق من حياتها المهنية ، فازت بالفضية في بطولتي العالم للناشئين (2014 ، 2015) ، والفضية في نهائيات (2013-2014 ، 2014-2015) ، والذهبية في بطولة روسيا للناشئين 2014.

## حياتها شخصية
سيرافيما «سيما» أندرييفنا ساخانوفيتش من مواليد 9 فبراير 2000 في سانت بطرسبرغ.

## روابط خارجية
- سيرافيما ساخانوفيتش على موقع الاتحاد الدولي للتزلج (الإنجليزية)